# Моренц, Хоуи
Ховард Уильям Моренц (англ. Howard William Morenz; 21 сентября 1902, Митчелл, Онтарио — 8 марта 1937, Монреаль, Квебек) — канадский профессиональный хоккеист, играл на позиции центрального нападающего в таких клубах Национальной хоккейной лиги как «Монреаль Канадиенс», «Чикаго Блэкхокс» и «Нью-Йорк Рейнджерс». Прежде чем попасть в высшую лигу, успешно выступал в юношеской Хоккейной ассоциации Онтарио за клубы «Стрэтфорд Миджетс» и «Стрэтфорд Индианс», выиграл Мемориальный кубок. В НХЛ Моренц был одним из самых ярких игроков, установил несколько рекордов своего времени — добился успеха благодаря хорошему катанию, за высокую скорость получил прозвища «Стрэдфордская молния» и «Митчеллский метеор».
Отыграв в НХЛ 14 сезонов, Моренц попал в число самых первых звёзд лиги, трижды становился обладателем Кубка Стэнли, причём все три раза в составе «Канадиенс». За свою карьеру десять раз попадал в десятку бомбардиров, на протяжении семи сезонов оставался лидером «Монреаля» по количеству заброшенных шайб и набранных очков. Три раза был назван самым полезным игроком лиги, дважды становился лучшим бомбардиром регулярного чемпионата и трижды занимал первое место по очкам. Три раза попадал в символическую сборную всех звёзд НХЛ.
Умер в результате сердечного приступа и осложнений, вызванных переломом ноги, травмы, которую нападающий получил в одном из матчей. Сразу после смерти «Канадиенс» вывели из обращения его седьмой номер, это был первый неиспользуемый номер клуба. Когда в 1945 году открылся Зал хоккейной славы, Моренц был занесён туда в числе первых двенадцати игроков. В 1950 году информационное агентство Canadian Press назвало его лучшим хоккеистом первой половины XX века.